# Haplosymploce curta
Haplosymploce curta är en kackerlacksart som först beskrevs av Hanitsch 1932.  Haplosymploce curta ingår i släktet Haplosymploce och familjen småkackerlackor. Inga underarter finns listade i Catalogue of Life.